# Super Formula seizoen 2017
Het Super Formula seizoen 2017 was het 31e seizoen van het belangrijkste Japanse formulewagenkampioenschap. Yuji Kunimoto was de verdedigend kampioen uit 2016, waarin P.mu/cerumo・INGING kampioen in het teamklassement werd.
Hiroaki Ishiura werd kampioen nadat de twee races in het laatste raceweekend werden afgelast vanwege een naderende tyfoon. De jonge Europese coureurs Pierre Gasly en Felix Rosenqvist werden tweede en derde in de eindstand. P.mu/cerumo・INGING, het team van Ishiura en Kunimoto, wist het kampioenschap bij de teams succesvol te verdedigen.

## Teams en coureurs
| Team                         | No. | Coureur            | Motor         | Rondes |
| ---------------------------- | --- | ------------------ | ------------- | ------ |
| P.mu/cerumo・INGING          | 1   | Yuji Kunimoto      | Toyota RI4A   | Alle   |
| P.mu/cerumo・INGING          | 2   | Hiroaki Ishiura    | Toyota RI4A   | Alle   |
| Kondō Racing                 | 3   | Nick Cassidy       | Toyota RI4A   | Alle   |
| Kondō Racing                 | 4   | Kenta Yamashita    | Toyota RI4A   | Alle   |
| SUNOCO Team LeMans           | 7   | Felix Rosenqvist   | Toyota RI4A   | Alle   |
| SUNOCO Team LeMans           | 8   | Kazuya Oshima      | Toyota RI4A   | Alle   |
| Real Racing                  | 10  | Koudai Tsukakoshi  | Honda HR-414E | Alle   |
| Team Mugen                   | 15  | Pierre Gasly       | Honda HR-414E | Alle   |
| Team Mugen                   | 16  | Naoki Yamamoto     | Honda HR-414E | Alle   |
| KCMG                         | 18  | Kamui Kobayashi    | Toyota RI4A   | Alle   |
| Itochu Enex Team Impul       | 19  | Yuhi Sekiguchi     | Toyota RI4A   | Alle   |
| Itochu Enex Team Impul       | 20  | Jann Mardenborough | Toyota RI4A   | Alle   |
| Vantelin Team Tom's          | 36  | André Lotterer     | Toyota RI4A   | Alle   |
| Vantelin Team Tom's          | 37  | Kazuki Nakajima    | Toyota RI4A   | Alle   |
| Docomo Team Dandelion Racing | 40  | Tomoki Nojiri      | Honda HR-414E | Alle   |
| Docomo Team Dandelion Racing | 41  | Takuya Izawa       | Honda HR-414E | Alle   |
| B-MAX Racing Team            | 50  | Takashi Kogure     | Honda HR-414E | Alle   |
| TCS Nakajima Racing          | 64  | Daisuke Nakajima   | Honda HR-414E | Alle   |
| TCS Nakajima Racing          | 65  | Narain Karthikeyan | Honda HR-414E | Alle   |

## Races
| Round | Round | Circuit                       | Datum        | Pole Position      | Snelste Ronde                             | Winnaar                                   | Team                                      |
| ----- | ----- | ----------------------------- | ------------ | ------------------ | ----------------------------------------- | ----------------------------------------- | ----------------------------------------- |
| 1     | 1     | Suzuka Circuit                | 23 april     | Kazuki Nakajima    | Koudai Tsukakoshi                         | Kazuki Nakajima                           | Vantelin Team Tom's                       |
| 2     | R1    | Okayama International Circuit | 27 mei       | Yuhi Sekiguchi     | Felix Rosenqvist                          | André Lotterer                            | Vantelin Team Tom's                       |
| 2     | R2    | Okayama International Circuit | 28 mei       | Hiroaki Ishiura    | Hiroaki Ishiura                           | Yuhi Sekiguchi                            | Itochu Enex Team Impul                    |
| 3     | 3     | Fuji Speedway                 | 9 juli       | Yuji Kunimoto      | Felix Rosenqvist                          | Hiroaki Ishiura                           | P.mu/cerumo・INGING                       |
| 4     | 4     | Twin Ring Motegi              | 20 augustus  | Kenta Yamashita    | Koudai Tsukakoshi                         | Pierre Gasly                              | Team Mugen                                |
| 5     | 5     | Autopolis                     | 10 september | Tomoki Nojiri      | Jann Mardenborough                        | Pierre Gasly                              | Team Mugen                                |
| 6     | 6     | Sportsland SUGO               | 24 september | Nick Cassidy       | Hiroaki Ishiura                           | Yuhi Sekiguchi                            | Itochu Enex Team Impul                    |
| 7     | R1    | Suzuka Circuit                | 22 oktober   | André Lotterer     | Afgelast vanwege de naderende tyfoon Lan. | Afgelast vanwege de naderende tyfoon Lan. | Afgelast vanwege de naderende tyfoon Lan. |
| 7     | R2    | Suzuka Circuit                | 22 oktober   | Jann Mardenborough | Afgelast vanwege de naderende tyfoon Lan. | Afgelast vanwege de naderende tyfoon Lan. | Afgelast vanwege de naderende tyfoon Lan. |
| Bron: |       |                               |              |                    |                                           |                                           |                                           |

## Kampioenschap

### Puntensysteem
|               | 1  | 2 | 3 | 4   | 5 | 6   | 7 | 8   | Pole |
| Rondes 1, 3–6 | 10 | 8 | 6 | 5   | 4 | 3   | 2 | 1   | 1    |
| Ronde 2       | 5  | 4 | 3 | 2.5 | 2 | 1.5 | 1 | 0.5 | 1    |
| Ronde 7       | 8  | 4 | 3 | 2.5 | 2 | 1.5 | 1 | 0.5 | 1    |

### Coureurs
| Pos | Coureur            | SUZ | OKA | OKA | FUJ | MOT | AUT | SUG | SUZ | SUZ | Punten |
| --- | ------------------ | --- | --- | --- | --- | --- | --- | --- | --- | --- | ------ |
| 1   | Hiroaki Ishiura    | 4   | 8   | 2   | 1   | 4   | 4   | 6   | C   | C   | 33.5   |
| 2   | Pierre Gasly       | 10  | 19  | 7   | 5   | 1   | 1   | 2   | C   | C   | 33     |
| 3   | Felix Rosenqvist   | 11  | 12  | 4   | 2   | 3   | 2   | 5   | C   | C   | 28.5   |
| 4   | Yuhi Sekiguchi     | 12  | 2   | 1   | 4   | 16  | 10  | 1   | C   | C   | 25     |
| 5   | Kazuki Nakajima    | 1   | 9   | 18  | 7   | 11  | 6   | 3   | C   | C   | 22     |
| 6   | André Lotterer     | 5   | 1   | 3   | 3   | 7   | DNF | 10  | C   | C   | 21     |
| 7   | Kamui Kobayashi    | 9   | 4   | 5   | 15  | 2   | 7   | 7   | C   | C   | 16.5   |
| 8   | Yuji Kunimoto      | 3   | 10  | 9   | DNF | 15  | 5   | 4   | C   | C   | 16     |
| 9   | Naoki Yamamoto     | 2   | 5   | 8   | DNF | 13  | 16  | 18  | C   | C   | 10.5   |
| 10  | Nick Cassidy       | 17  | 3   | 11  | DNF | 5   | DNF | DNF | C   | C   | 8      |
| 11  | Kenta Yamashita    | 14  | 7   | 6   | DNF | 6   | 13  | 11  | C   | C   | 6.5    |
| 12  | Kazuya Oshima      | DNF | 15  | 12  | 12  | 10  | 3   | 12  | C   | C   | 6      |
| 13  | Takuya Izawa       | 8   | 14  | DNF | 6   | DNF | 15  | 8   | C   | C   | 5      |
| 14  | Jann Mardenborough | 18  | 6   | 17  | 8   | 14  | 8   | 9   | C   | C   | 4.5    |
| 15  | Koudai Tsukakoshi  | 6   | 11  | 16  | 9   | 9   | 9   | 16  | C   | C   | 3      |
| 16  | Daisuke Nakajima   | 7   | 16  | 14  | 11  | 12  | 11  | 17  | C   | C   | 2      |
| 17  | Tomoki Nojiri      | 16  | 13  | 10  | 10  | 8   | 14  | 12  | C   | C   | 2      |
| 18  | Takashi Kogure     | 15  | 18  | 15  | 13  | 17  | 12  | 14  | C   | C   | 0      |
| 19  | Narain Karthikeyan | 13  | 17  | 13  | 14  | DNF | DNF | 13  | C   | C   | 0      |
| Pos | Coureur            | SUZ | OKA | OKA | FUJ | MOT | AUT | SUG | SUZ | SUZ | Punten |

### Teams
| Pos | Team                         | No. | SUZ | OKA | OKA | FUJ | MOT | AUT | SUG | SUZ | SUZ | Punten |
| --- | ---------------------------- | --- | --- | --- | --- | --- | --- | --- | --- | --- | --- | ------ |
| 1   | P.mu/cerumo・INGING          | 1   | 3   | 10  | 9   | DNF | 15  | 5   | 4   | C   | C   | 47.5   |
| 1   | P.mu/cerumo・INGING          | 2   | 4   | 8   | 2   | 1   | 4   | 4   | 6   | C   | C   | 47.5   |
| 2   | Team Mugen                   | 15  | 10  | 19  | 7   | 5   | 1   | 1   | 2   | C   | C   | 43.5   |
| 2   | Team Mugen                   | 16  | 2   | 5   | 8   | DNF | 13  | 16  | 18  | C   | C   | 43.5   |
| 3   | VANTELIN Team TOM'S          | 36  | 5   | 1   | 3   | 3   | 7   | DNF | 10  | C   | C   | 41     |
| 3   | VANTELIN Team TOM'S          | 37  | 1   | 9   | 18  | 7   | 11  | 6   | 3   | C   | C   | 41     |
| 4   | SUNOCO Team LeMans           | 7   | 11  | 12  | 4   | 2   | 3   | 2   | 5   | C   | C   | 34.5   |
| 4   | SUNOCO Team LeMans           | 8   | DNF | 15  | 12  | 12  | 10  | 3   | 15  | C   | C   | 34.5   |
| 5   | ITOCHU ENEX Team Impul       | 19  | 12  | 2   | 1   | 4   | 16  | 10  | 1   | C   | C   | 27.5   |
| 5   | ITOCHU ENEX Team Impul       | 20  | 18  | 6   | 17  | 8   | 14  | 8   | 9   | C   | C   | 27.5   |
| 6   | KCMG                         | 18  | 9   | 4   | 5   | 15  | 2   | 7   | 7   | C   | C   | 16.5   |
| 7   | Kondō Racing                 | 3   | 17  | 3   | 11  | DNF | 5   | DNF | DNF | C   | C   | 13.5   |
| 7   | Kondō Racing                 | 4   | 14  | 7   | 6   | DNF | 6   | 13  | 11  | C   | C   | 13.5   |
| 8   | Docomo Team Dandelion Racing | 40  | 16  | 13  | 10  | 10  | 8   | 14  | 12  | C   | C   | 6      |
| 8   | Docomo Team Dandelion Racing | 41  | 8   | 14  | DNF | 6   | DNF | 15  | 8   | C   | C   | 6      |
| 9   | Real Racing                  | 10  | 6   | 11  | 16  | 9   | 9   | 9   | 16  | C   | C   | 3      |
| 10  | TCS Nakajima Racing          | 64  | 7   | 16  | 14  | 11  | 12  | 11  | 17  | C   | C   | 2      |
| 10  | TCS Nakajima Racing          | 65  | 13  | 17  | 13  | 14  | DNF | DNF | 13  | C   | C   | 2      |
| 11  | B-MAX Racing Team            | 50  | 15  | 18  | 15  | 13  | 17  | 12  | 14  | C   | C   | 0      |
| Pos | Team                         | No. | SUZ | OKA | OKA | FUJ | MOT | AUT | SUG | SUZ | SUZ | Punten |